# Rage rap
Il rage rap (detto anche rage beats o semplicemente rage) è un sottogenere della musica trap influenzata dalla electronic dance music e dal future bass. Tra i principali artisti rage si possono citare Playboi Carti, Trippie Redd, Yeat, Lil Uzi Vert e Ken Carson.

## Storia
Il nome del sottogenere deriva principalmente dal singolo del 2021 di Trippie Redd e Playboi Carti Miss the Rage, il cui nome fa riferimento ai mosh pit che si verificano durante i concerti degli artisti. Il termine rage inoltre è stato utilizzato dal rapper Kid Cudi per il suo alter ego Mr. Rager.
Il genere iniziò a svilupparsi a partire dal 2015 e tra i protagonisti del genere possiamo trovare i produttori discografici Mike Will Made-It, Metro Boomin, Southside e Dun Deal, ma a popolarizzare il genere sono stati principalmente gli stili di produzione di Pi'erre Bourne e F1lthy e il rapper Playboi Carti tra il 2018 ed il 2020. Il sound è stato adottato da altri rapper, tra i quali Trippie Redd, Lil Uzi Vert, Denzel Curry, XXXTentacion, Ski Mask the Slump God e Travis Scott. Inoltre, il singolo di Drake What's Next, che ha raggiunto la prima posizione della Billboard Hot 100, è stato definito dalla critica "influenzato dalla musica rage".
Dal 2020 si è sviluppata una nuova generazione di rage rappers, tra cui Yeat e i membri dell’etichetta Opium come Ken Carson e Destroy Lonely, ma anche SoFaygo, Snot e Cochise.

## Caratteristiche
Il rage rap è stato definito futuristico ed elettrico ed è caratterizzato da loop di sintetizzatore ripetuti in stile EDM e future bass, ma con una base tipica della musica trap.